# پولیکارپوف آر-۵
آر-۵ (به انگلیسی: Polikarpov_R-5) یک هواگرد از نوع شناسایی/بمب‌افکن سبک ساخت شرکت پولیکارپوف است. هواگرد آر-۵ نخستین پروازش را در 1928 میلادی انجام داد. این هواگرد در سال ۱۹۳۰ میلادی رسماً معرفی گردید. در مجموع، تعداد ۷۰۰۰ فروند از این هواگرد ساخته شده‌است.